# Взрыв свитского поезда под Москвой (1879)
Взрыв сви́тского по́езда под Москво́й — организованный членами движения «Народная воля» 19 ноября (1 декабря) 1879 года неудачный террористический акт, который был направлен против российского императора Александра II. Несмотря на мощный взрыв, опрокинувший вагон с фруктами, обошлось без человеческих жертв.

## Организация
Народовольцы узнали о возвращении императорской свиты из Крыма. Обычно из соображений безопасности императорский поезд следовал за свитским, в котором находились багаж и свита (откуда и название), с отставанием в 30 минут. Террористы знали об этом и планировали подорвать заряд под ним на третьей версте от московской станции Московско-Курской железной дороги. Но после того как обнаружилась неисправность локомотива свитского поезда, его отъезд из Харькова был задержан и порядок следования поездов изменили. Из-за этого народовольцы пропустили поезд, в котором на самом деле находился император, и в результате взорвали второй вагон свитского поезда, в котором везли крымские фрукты. Уже 5 февраля 1880 года народовольцы организовали новое дерзкое покушение на императора — подрыв Зимнего дворца.